# Oreste Squinobal
 (octobre 2023).
Si vous disposez d'ouvrages ou d'articles de référence ou si vous connaissez des sites web de qualité traitant du thème abordé ici, merci de compléter l'article en donnant les références utiles à sa vérifiabilité et en les liant à la section « Notes et références ».
Oreste Squinobal, né à Gressoney-Saint-Jean le 17 décembre 1942, et décédé au même lieu le 9 septembre 2004, était un alpiniste italien, guide de montagne du mont Rose et skieur-alpiniste.

## Biographie
Avec son frère Arturo, il réalise sa première ascension hivernale de la face sud du Cervin (23 décembre 1971), la première ascension intégrale hivernale du Peuterey (26 décembre 1972), avec Yannick Seigneur, Michel Feuillarade, Marc Galy et Louis Audoubert, et la première ascension hivernale de la face ouest du Cervin (11 janvier 1978, en collaboration avec Rolando Albertini, Marco Barmasse, Innocenzo Menabreaz, Leo Pession, et Augusto Tamone).
Avec ses frères Arturo et Lorenzo, il s'est classé premier dans la catégorie des équipes de guides de montagne lors de l'édition 1975 du Trofeo Mezzalama, qui s'est déroulé comme le premier Championnat du monde de ski-alpinisme.
Le 2 mai 1982, il fut le premier Italien à gravir le sommet du Kangchenjunga (8 586 mètres) sans oxygène supplémentaire.

## Hommages
Le refuge de montagne Orestes Hütte, géré par ses neveux, lui est dédié.
L'histoire d'Oreste et Arturo Squinobal est racontée dans Brothers of the Mountains.